# Tasso di abbandono scolastico
Il tasso di abbandono scolastico è un indicatore statistico che misura la quantità di alunni non più in obbligo scolastico che abbandonano e quindi non concludono il corso di studi intrapreso, senza un ritiro formalizzato, e non avendo conseguito il titolo non si riscrivono in alcun istituto nell'anno scolastico successivo.
L'indicatore rappresenta il rapporto percentuale tra il numero di alunni non scrutinati per interruzioni non formalizzate (che quindi abbandonano la scuola senza motivazione) e il numero totale degli iscritti 
{\displaystyle {\text{Tasso di abbandono scolastico}}={\frac {\text{Alunni non valutati per interruzioni non formalizzate}}{\text{Iscritti}}}*100}